# Litevská fotbalová soutěž 1929
Osmý ročník Lietuvos futbolo varžybos (Litevská fotbalová soutěž) se hrál za účastí již s redukovaným počtem na jedenáct klubů.
Opět se hrálo ve dvou skupinách. Ty byly rozděleny na oblasti: Kaunas a Klaipeda. Vítězové svých skupin se utkaly ve finále. Titul získal podruhé za sebou KSS Klaipeda, který porazil ve finále opět LFLS Kaunas a to 4:2.